# Nákladní trolejbus

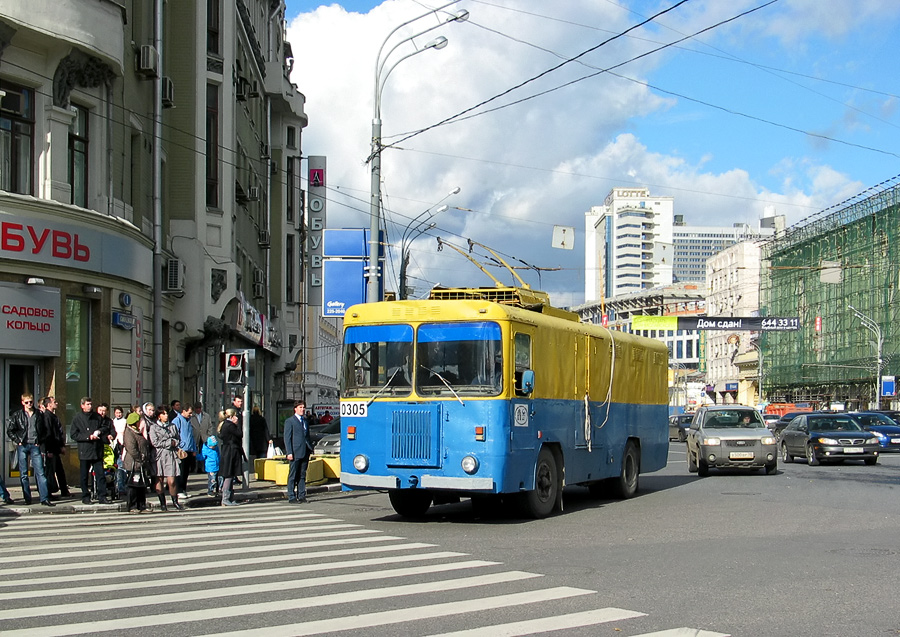
Nákladní trolejbus KTG-1 v moskevských ulicích

Nákladní trolejbusy slouží v některých městech pro přepravu kusových zásilek nebo jako nákladní vozidla s korbou pro sypké či jiné materiály. V současnosti již nejsou příliš obvyklé, stále ale jezdí např. ve státech bývalého Sovětského svazu. Pro nákladní trolejbusy byly rovněž stavěny speciální tratě, na kterých nebyla dovolena přeprava cestujících. Tyto tratě většinou spojovaly podniky nacházející se mimo obce přes extravilán s železniční stanicí, kde byl náklad překládán do vlaků. Od roku 2016 firma Siemens s firmou Scania testují ve Švédsku úsek dálnice elektrifikovaný pro užití speciálně vybavenými kamiony, další takový projekt chystá Scania s firmou Volvo v Kalifornii. 

## Rakousko
V Rakousku existovala jediná nákladní trolejbusová trať. Ta spojovala nádraží Mariahof-Sankt Lambrecht s továrnou firmy Dynamit Nobel v Sankt Lambrechtu. Na tomto 3 km dlouhém úseku existovala též omezená přeprava osob. Na trati, jež fungovala mezi 16. listopadem 1946 a 21. dubnem 1951, jezdily tři třínápravové nákladní trolejbusy.

## Elektrodálnice
Švédský výrobce nákladních automobilů Scania ve spolupráci s německou firmou Siemens uvedl 22. června 2016 do provozu testovací dvoukilometrový úsek elektrodálnice (eHighway) na úseku dálnice E16 u města Gävle, necelých 200 km severně od Stockholmu. Hybridní vozidla mají tento úsek s elektrickým vedením o napětí 700 V nad pravým jízdním pruhem vozovky testovat po dobu dvou let, pak se má rozhodnout o případném rozšíření. Podle německého deníku FAZ spotřebují elektrické kamiony o poloviny méně energie než vozidla se spalovacími motory a produkují mnohem méně emisí. Elektrická vozidla zde mohou jet rychlostí až 90 kilometrů v hodině. Ztratí-li kontakt s vedením, spustí se naftový motor. Pro testovací jízdy jsou využívány tahače Scania G 360 s devítilitrovým motorem o výkonu 265 kW spalujícím biopalivo, elektromotorem o výkonu 130 kW, pantografovými sběrači za kabinou řidiče a lithium-iontovou baterií s kapacitou 5 kWh, která umožňuje tříkilometrový dojezd v elektrickém režimu. Vozidla jsou vybavena dvojicí pantografových sběračů vedle sebe, které jsou v kontaktu s dvojicí souběžných napájecích drátů, pro každý pól jeden. Program je z velké části dotován státem a regionem, koordinátorem projektu je Region Gävleborg.
Další elektrodálnice má ve spolupráci společností Siemens a Volvo vzniknout roku 2017 v Kalifornii. Testování bylo zahájeno. V Německu hude v roce 2024 testovací dráha rozebrána.[zdroj?]